# Tönende Bücher
Die Tönenden Bücher war eine Mitte der 1950er-Jahre vom Tonstudio ZASTA in München auf Caston-Schallplatten herausgegebene Hörbuchreihe. Neben Märchenplatten mit Textbüchern zum Lesen und Vortragen üben gab es auch ein Programm für Erwachsene mit „den schönsten Werken der Weltliteratur“, gelesen von Sprechern wie Oskar Werner, Fritz Strassner oder Kurt Horwitz, das Erzählungen von Joseph Roth, B. Traven, Edgar Allan Poe, Nikolai Leskow, Rainer Maria Rilke und Lew Tolstoi auf 17-cm-Langspielplatten darbot. Mit Erich Kästners Vortrag seiner Eulenspiegelnacherzählung war auch eine Autorenlesung als Tönendes Buch erhältlich.
Die Tönenden Bücher erschienen zum Teil in aus Kunststoff gefertigten Schallplattenalben, die bis zu vier Langspielplatten mit einer Spieldauer von je 20 Minuten enthielten.
Die Aufnahmen des Kinderprogramms mit den Sprechern Albert Florath, Lina Carstens und Fritz Rasp erfuhren späterhin zahlreiche Wiederveröffentlichungen auf verschiedenen Labels (Telefunken Musik für alle, Falcon Märchenserie) während das Erwachsenenprogramm ausschließlich in der ursprünglichen Erstausgabe existiert und daher als Rarität gelten.
Die Reihe war was die Schallplattentaschen betrifft einheitlich gestaltet durch den Grafiker Erich Hofmann.